# 엄인호
엄인호(嚴仁浩, 1952년 11월 26일 ~ )는 대한민국의 블루스 가수, 작사가, 작곡가, 편곡가, 밴드 리더이다.

## 생애
1976년 《이광조 1집》에 기타 연주와 코러스로 참여하여 첫 데뷔하였고 1978년 프로젝트 포크 팝 보컬 음악 그룹 "풍선"의 보컬리스트 겸 기타리스트로 정식 가수 데뷔하였다. 1982년 포크 록 밴드 "장끼들"의 보컬리스트 겸 기타리스트로 활동하였으며 1984년 솔로 가수로도 데뷔하였고 1987년부터 "신촌 블루스"의 보컬리스트 겸 기타리스트로 활동하였다. 현재 "엄인호와 신촌 블루스"의 보컬리스트 겸 기타리스트이자 밴드 리더이다.

## 인간 관계
- 가수 이정선, 이광조, 이주호와 절친한 친구 관계이다.

## 학력
- 단국대학교 무역학과 학사

## 소속
- 신촌 블루스 뮤직 사장